# 哥倫比亞學院

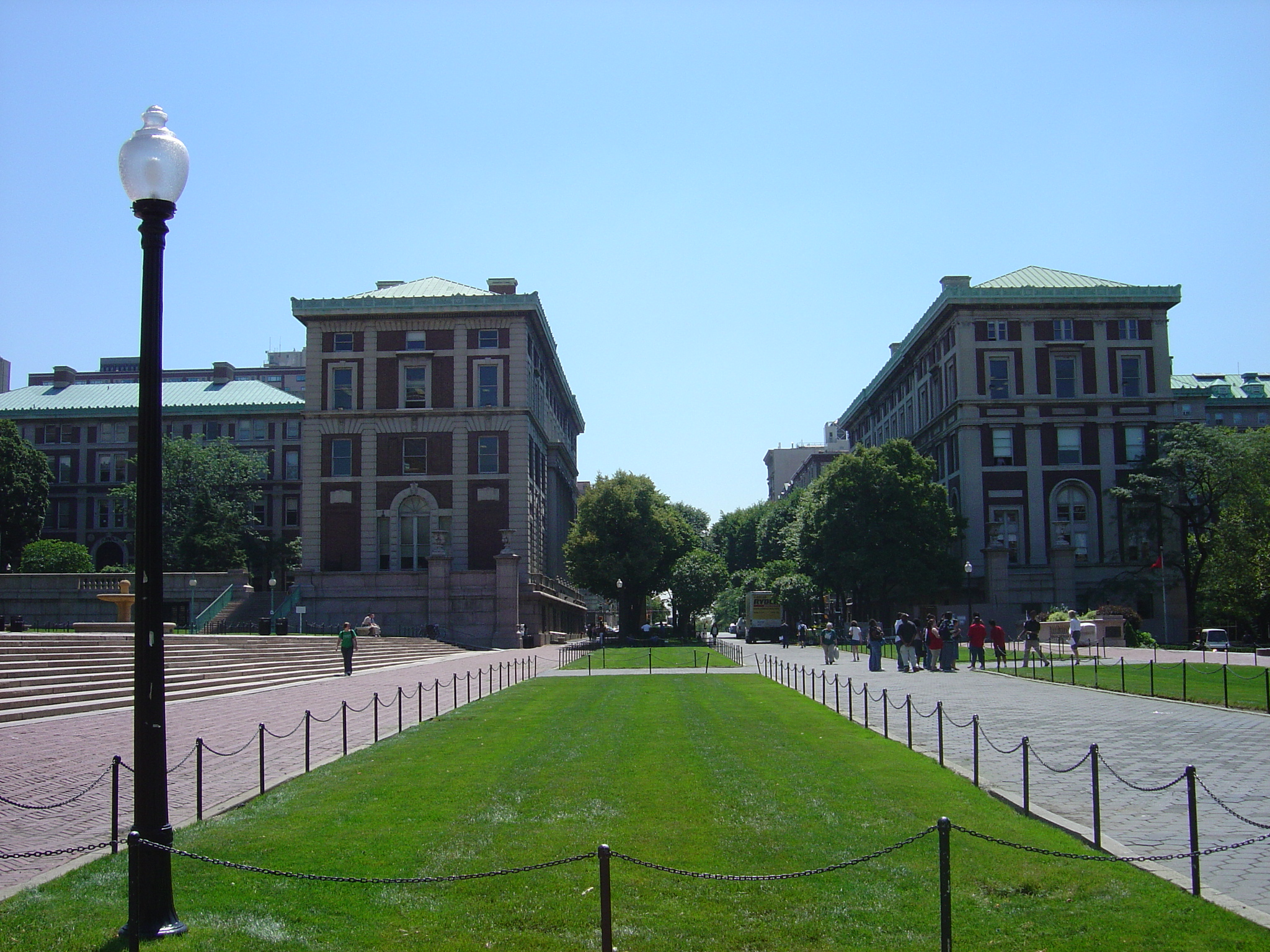
哥倫比亞學院

哥倫比亞學院（英語：Columbia College），哥倫比亞大學中最古老的學院，位於美國紐約市曼哈頓區晨邊高地。1754年，由英國國教會得到英王喬治二世的特許狀而建立，當時名為國王學院（King's College）。哥倫比亞學院是紐約州最古老的高等教育機構，是全美國歷史第五悠久的高等教育機構。哥倫比亞學院以嚴格挑選它的入學者而聞名，只有6.04%的學生可以通過申請入學，在常春藤聯盟中，它的录取难度僅次於哈佛大學。

## 著名教授與學生
哥倫比亞學院的教授成員中，有16位諾貝爾獎得主。
美國總統巴拉克·歐巴馬畢業於此。

## 外部連結
- 官方首頁（页面存档备份，存于）

1. ↑  . Columbia Undergraduate Admissions. Columbia University.   [4 December 2020]. （原始内容存档于2021-07-09）.